# Cicindela duponti
Cicindela (Cosmodela) duponti – gatunek chrząszcza z rodziny biegaczowatych, podrodziny trzyszczowatych i plemienia Cicindelini.

## Opis
Biegaczowaty ten osiąga od 15 do 18 mm długości ciała. Ubarwienie zróżnicowane od zielonego do niebieskiego i fioletowego z wyraźnie metalicznie czerwonym zabarwieniem szwów. Pokrywy owalne w obrysie i szerokie w ramionach. Na wzór pokryw składają się małe żółte lub białawe kropki poniżej kątów barkowych, poprzeczn pas środkowy oraz krótszy pasek wierzchołkowy.

## Podgatunki i występowanie
Wyróżniono dwa podgatunki:
- Cicindela (Cosmodela) duponti duponti – występuje w Bangladeszu, Birmie, Indiach, chińskim Junnanie, Laosie, Tajlandii, Wietnamie i Malezji.
- Cicindela (Cosmodela) duponti barmanica Gestro, 1893 – jest endemitem Tajlandii.